# Yoshito Ōkubo
Yoshito Ōkubo (en japonès: 大久保嘉人, Ōkubo Yoshito) (Kanda, Districte de Miyako, Prefectura de Fukuoka, 9 de juny de 1982) és un futbolista professional japonès. Juga com a davanter al Vissel Kobe i a la selecció japonesa.
Després de destacar al Cerezo Osaka japonès, on marcà 51 gols en 95 partits, va ser fitxat pel Reial Mallorca al gener de 2005. Va debutar amb el Reial Mallorca el 9 de gener d'aquell any, a un RCD Mallorca 2, Deportivo de La Coruña 2.
Va restar dues temporades al club balear, i va tornar al Cerezo Osaka la temporada 2006-07.

## Selecció japonesa
Va formar part de l'equip olímpic japonès als Jocs Olímpics d'Atenes 2004, que va ser eliminat a la primera ronda.
Va debutar com a internacional el 31 de maig de 2003 a un amistós davant la selecció de Corea del Sud a l'Estadi Olímpic de Tòquio, substituint a Takayuki Suzuki. Va marcar el seu primer gol amb la selecció el 17 d'octubre de 2007, a un amistós davant Egipte a l'estadi Nagai d'Osaka.
El 12 de maig de 2014 s'anuncià la seva inclusió a la llista de 23 jugadors de la selecció japonesa per disputar el Mundial de 2014 al Brasil. Els dorsals van ser anunciats el 25 de maig.

## Palmarès

### Per equips
VfL Wolfsburg
- Bundesliga: 2008-09

### Individual
- Futbolista jove de l'any a l'Àsia - 2003